# Ryszard Ziarkiewicz
Ryszard Ziarkiewicz (ur. 1954 w Gdańsku) – polski historyk sztuki, krytyk, autor wystaw sztuki współczesnej i tekstów krytycznych, muzealnik. W latach 1992–1994 dyrektor Państwowej Galerii Sztuki w Sopocie, w latach 2008–2019 dyrektor Galerii Scena w Koszalinie.

## Życiorys
W latach 1989–1991 pracował przy powołaniu i realizacji Kolekcji Sztuki Współczesnej w Centrum Sztuki Współczesnej Zamek Ujazdowski w Warszawie, od 1992 do 1994 roku dyrektor Centralnego Biura Wystaw Artystycznych w Sopocie. 
Od 1993 roku redaktor naczelny, a w latach 1994 do 2006 – również wydawca – kwartalnika Magazyn Sztuki. Od 2007 roku kierownik Działu Sztuki Współczesnej Muzeum w Koszalinie. Od 2009 roku prowadzi samodzielnie Galerię Scena w Koszalinie. Autor projektu bilbordów z cyklu Kocham Koszalin, pomysłodawca i redaktor monografii Awangarda w plenerze: Osieki i Łazy 1963–1981. Kolekcja polskiej sztuki awangardowej 2. połowy XX wieku w Muzeum w Koszalinie (2008). Inicjator i kurator cyklu wystaw zatytułowanych Niepoprawna sztuka peryferii, które pokazywane są w różnych ośrodkach kultury w Polsce. Ich założeniem jest prezentowanie artystów związanych z Koszalinem i innymi mniejszymi miastami by zwrócić uwagę na wysoką jakość tej sztuki często pomijanej w głównym obiegu.
Do najciekawszych dokonań wystawienniczych zrealizowanych przez Ziarkiewicza należą:
- Ekspresja lat 80 (Biuro Wystaw Artystycznych Sopot, 1986)
- Nowi Rosjanie (Pałac Kultury i Nauki w Warszawie, 1988, wspólnie z Andrzejem Bonarskim)
- Realizm radykalny. Abstrakcja konkretna (Muzeum Narodowe w Warszawie, 1988)
- Raj Utracony CSW Zamek Ujazdowski w Warszawie, 1989)
- Perseweracja Mistyczna i Róża (Państwowa Galeria Sztuki w Sopocie, 1993)
- Najprawdziwsze historie miłosne. Alegorie miłości we współczesnej sztuce polskiej, (Muzeum Okręgowe im. Leona Wyczółkowskiego, Bydgoszcz, 2009)[1]
- Niepoprawna sztuka peryferii (Galeria Sztuki Najnowszej, Gorzów Wielkopolski, 2011; Bałtycka Galeria Sztuki Współczesnej, Słupsk, 2013; Galeria Sztuki Współczesnej „Miejsce Sztuki 44”, Świnoujście, 2015)

Ziarkiewicz jest twórcą ogólnopolskiego kwartalnika Magazyn Sztuki, który ukazywał się w latach 1993-2006 w formie drukowanej i internetowej (łącznie ukazały się 34 numery kwartalnika). Od nr 20 były projektowane przez Grzegorza Laszuka. Od numeru 4/94 Magazyn był publikowany prywatnie przez Ziarkiewicza. Od 2010 roku jest redaktorem naczelnym nowej odsłony Magazynu Sztuki wydawanego pod egidą Akademii Sztuki w Szczecinie.
Ziarkiewicz jest autorem kilkudziesięciu tekstów krytycznych i recenzji publikowanych przede wszystkim na łamach sieciowego wydania Magazynu Sztuki.

## Nagrody
Laureat nagrody Jerzego Stajudy (1995).